# 贡布雷什措芬
贡布雷什措芬（法語：Gumbrechtshoffen，发音：[gumbʁɛʃt͡sofən] 或 [gumbʁɛçt͡sofən]；德语：Gumprechtshofen；阿尔萨斯语：Gumbertshoffe）是法国下莱茵省的一个市镇，属于阿格诺-维桑堡区和赖什索芬县（Reichshoffen）。该市镇总面积5.74平方公里，2009年时的人口为1205人。

## 人口
贡布雷什措芬人口变化图示